# McDowell (Virginia)
McDowell es un lugar designado por el censo ubicado en el Highland en el estado estadounidense de Virginia. En el Censo de 2020 tenía una población de 94 habitantes y una densidad poblacional de 35,61 habitantes por km². Fue incluido como CDP en el censo de 2020.

## Geografía
McDowell se encuentra ubicado en las coordenadas 38°20′8″N 79°29′26″O / 38.33556, -79.49056.Según la Oficina del Censo de los Estados Unidos,  tiene una superficie total de 2,64 km², todos correspondientes a tierra firme.